# Castillo del Lago Artificial
El Castillo del Lago Artificial fue construido en el año 1969, cuando el parque de atracciones nacional se estableció en el centro de la capital de Mongolia, la ciudad de Ulán Bator.
Está rodeado por un lago artificial y paredes de fortaleza en un estilo oriental asiático. Dentro de las paredes se encuentra un edificio de tres pisos. Hay tres torres de vigilancia. Desde su creación, el Museo Etnográfico funcionó en él hasta mediados de la década de 2000. El castillo fue reconstruido a partir de 2010, asumiendo la apariencia de un castillo occidental. El castillo es parte de un complejo de diversión junto con el lago y la casa del muelle.